# 牛乳売りの家族
『牛乳売りの家族』（ぎゅうにゅううりのかぞく、露: Семейство молочницы、英: The Milkmaid's Family）は、17世紀フランスの画家ル・ナン兄弟が1641年ごろ、キャンバス上に油彩で制作した風俗画で、同時に肖像画、風景画、動物画でもある。1763年から1770年の間にロシアのエカチェリーナ2世により取得され、現在、サンクトペテルブルクのエルミタージュ美術館に所蔵されている。

## 作品
17世紀前半のフランス美術は公的な絵画が大部分を占めていたが、農民、職人、商人などを描く画家たちの慎ましい絵画の潮流もあった。ル・ナン兄弟もそうした画家たちに含まれる。兄弟の生涯はあまり記録に残されておらず、その意味では謎に包まれた画家といえる。残された作品数も少ないが、本作は兄弟の最高傑作のうちに数えられ、見事な表現力を見せる。
粗末な衣服を纏った農民の家族は、市場に向けて出発するところである。前景が高く設定されているため、鑑賞者は家族を見上げることになり、彼らはゆるぎなく、荘厳にみえる。右側には、白い衣服を着た牛乳売りの女がおり、彼女の左肩には銅の缶が紐で取り付けられている。彼女の左側には10代の長男、背後の右側には夫と小さな娘がいる。家族の前には鞍のついたロバがおり、女の足元には犬がいる。帽子をかぶった夫だけが鑑賞者のほうをまっすぐに見ている。
家族は共通した動き、身振り、表情などで関連づけられていないが、小さくまとまった一種の集団肖像画を形成している。彼らは、やわらかな銀灰色の光の効果によって詩的な静けさに浸された背景からくっきりと目立っている。雲のある高い空の下には地平線まで続く北フランスの平らな田舎の景色が魅力的に広がり、耕地、村の教会、低い山並みが見える。これは、ル・ナン兄弟が幼年期を過ごしたピカルディ地方の景色である。